# Jenny Lind
Jenny Lind (Stoccolma, 6 ottobre 1820 – Malvern Wells, 2 novembre 1887) è stata un soprano svedese.
Soprano lirico, era nota come "l'usignolo svedese" (in tedesco die schwedische Nachtigall, in inglese the Swedish Nightingale).

## Biografia
Jenny era la figlia di Niclas Jonas Lind (1798-1858), un contabile, e di Anne-Marie Fellborg (1793-1856), un'insegnante.
Studiò musica a Stoccolma alla scuola di recitazione del Royal Dramatic Theatre, sotto la guida del maestro di canto Karl Magnus Craelius; nella capitale svedese esordì nel 1838, nel ruolo di Agata in Il franco cacciatore di Carl Maria von Weber.
Tre anni dopo si trasferì a Parigi per effettuare studi di canto con Manuel García figlio ed esibendosi all'Opéra.
Voce dolce, soave, ma robusta, con trillo saldissimo, agile, smaltata, la Lind fu per alcuni anni una delle cantanti più desiderate d'Europa nel repertorio più virtuosistico che segnava il passaggio dalla vocalità belcantistica a quella romantica di stampo grandoperistico.
Non a caso nel 1844 soggiornò a Berlino, dove cantò nell'opera di Giacomo Meyerbeer Feldlager in Schlesien, nel 1846 ad Aquisgrana partecipò al Festival della Musica del Reno Inferiore e nel 1847 cantò in Roberto il diavolo  di Meyerbeer all'His Majesty's Theatre di Londra, poco prima di esibirsi nel medesimo teatro da protagonista nella prima assoluta dei Masnadieri di Verdi il 22 luglio 1847.
Successivamente rientrò in Svezia, prima di girare l'Europa.
Dal 1849 si occupò esclusivamente di cantare ai concerti, e si recò anche oltreoceano: negli Stati Uniti tenne 93 esibizioni organizzate dall'imprenditore di spettacolo P. T. Barnum, per poi continuare con il proprio management. L'entusiasmo del pubblico fu così forte che la stampa americana coniò il termine "Lind mania": l'artista guadagnò in questa lunga tournée oltre 350.000$, parte dei quali donati in beneficenza. Il 6 febbraio 1852 sposò il musicista tedesco Otto Goldschmidt, con il quale rientrò in Europa nel 1855, soggiornando dapprima in Germania e successivamente a Londra, dove seguì il Bach-Choir diretto dal marito.
In questi anni ebbe tre figli e diede occasionalmente concerti nei successivi due decenni, stabilendosi in Inghilterra.
Dal 1882, per alcuni anni, fu professore di canto al Royal College of Music di Londra.
È stata membro della Royal Swedish Academy of Music dal 1840.

## Film sulla figura di Jenny Lind
- 1930 - Jenny Lind (A Lady's Morals) di Sidney Franklin, interpretato dal soprano statunitense Grace Moore e da Wallace Beery.
- 1931 - Jenny Lind di Arthur Robison. Versione francese di Jenny Lind, interpretato da Grace Moore.
- 2017 - The Greatest Showman di Michael Gracey, interpretato da Rebecca Ferguson. Racconta l'incontro con P. T. Barnum e il viaggio negli Stati Uniti.

## Repertorio
| Ruolo        | Titolo                | Autore    |
| ------------ | --------------------- | --------- |
| Amina        | La sonnambula         | Bellini   |
| Norma        | Norma                 | Bellini   |
| Adina        | L'elisir d'amore      | Donizetti |
| Lucia Ashton | Lucia di Lammermoor   | Donizetti |
| Maria        | Maria di Rohan        | Donizetti |
| Alice        | Roberto il diavolo    | Meyerbeer |
| Susanna      | Le nozze di Figaro    | Mozart    |
| Peri         | Il Paradiso e la Peri | Schumann  |
| Giulia       | La Vestale            | Spontini  |
| Amalia       | I masnadieri          | Verdi     |
| Agata        | Il franco cacciatore  | Weber     |
| Euryanthe    | Euryanthe             | Weber     |